# Pieter Pieterz. Nedek
Pieter Pieterz. Nedek (Amsterdam, gedoopt op 1 januari 1617 - ?, na augustus 1692) was een Noord-Nederlands schilder.
Nedek, die een leerling was van Pieter Lastman, was actief als schilder in Amsterdam van 1671 tot aan zijn overlijden in of na 1692. Hij schilderde landschappen en historiestukken. Hofstede de Groot vermeldt ook keukentaferelen. 
Nedek was de zoon van de Amsterdamse uitgever Pieter Pietersz. (1586-1648). Zijn naam werd ook gespeld als Nedeck, Nedeek, Nideck en Niedeck. Hij bleef ongehuwd. Er bestaat enige verwarring over zijn overlijdensdatum. Houbraken vermeldde dat Nedek stierf rond 1686-1687, op ongeveer 70-jarige leeftijd. Desondanks blijkt uit een document van 3 augustus 1692 uit het Stadsarchief van Amsterdam dat een schilder genaamd Pieter Pietersz. Niedeck destijds nog in de Warmoestraat woonde, wat suggereert dat Nedek mogelijk pas later overleed.
- Biografisch Portaal: 36963529
- RKD-Nederlands Instituut voor Kunstgeschiedenis: 59013
- Union List of Artist Names: 500080874
- Virtual International Authority File: 96259669